# Porpetto
Porpetto é uma comuna italiana da região do Friuli-Venezia Giulia, província de Udine, com cerca de 2.683 habitantes. Estende-se por uma área de 19 km², tendo uma densidade populacional de 141 hab/km². Faz fronteira com Castions di Strada, Gonars, San Giorgio di Nogaro, Torviscosa.

## Demografia
| Variação demográfica do município entre 1861 e 2011                               |
|                                                                                   |
| Fonte: Istituto Nazionale di Statistica (ISTAT) - Elaboração gráfica da Wikipedia |